# Danny John-Jules

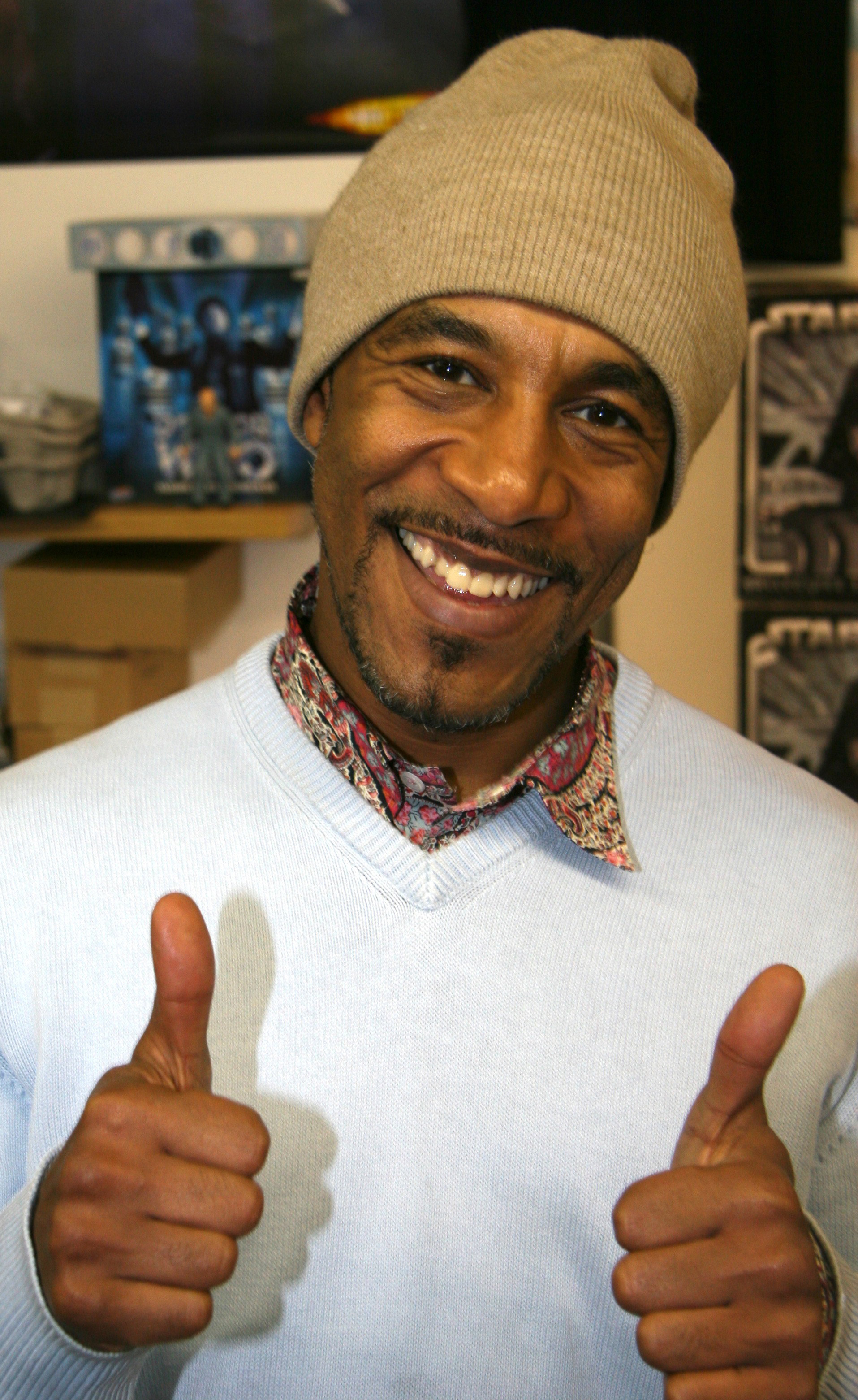
John-Jules (2008)

Daniel „Danny“ John-Jules (* 16. September 1960 in London) ist ein britischer Schauspieler, Tänzer und Sänger.

## Leben

### Tanz und Gesang
Danny John-Jules ist ein Bariton. Bevor er ins Filmgeschäft wechselte, tanzte er in vielen Produktionen von Theatern im Londoner Theaterviertel West End. Er gehört zur Originalbesetzung des Musicals Starlight Express.
1993 veröffentlichte John-Jules ein Lied von Red Dwarf mit dem Titel Tongue Tied in einem Video. Dieses Lied erreichte die Top 20 der Charts im Jahr 1995. Des Weiteren war er mit der britischen Popgruppe Wham! als Tänzer unterwegs. Er war auch in ihrem Video zu The Edge of Heaven zu sehen. John-Jules tanzte auch bei der Fernsehshow von Lena Zavaroni. Nach ihrem Tod veröffentlichte er eine Hommage an sie auf ihrer Website.

### Fernsehen
Sein Filmdebüt gab John-Jules 1975 als Frog in Seven Green Bottles. Später gab er zwei Figuren in Die Reise ins Labyrinth seine Stimme. 1986 erschien er in einer Version von Der kleine Horrorladen. Im Jahr 2008 war er im Film The Grint zu sehen. An der Seite von Rachel Weisz spielte er 2010 in Whistleblower – In gefährlicher Mission einen Polizisten.
Danny John-Jules ist vor allem durch die Rolle des The Cat in der britischen Science-Fiction-Serie Red Dwarf bekannt. Er war außerdem in Scum von Roy Minton zu sehen. Weitere Auftritte hatte er in Maid Marian and her Merry Men, The Story Makers, Casualty und Night Fever. Er trat auch in einer Episode der CBBC-Serie Kerching! auf. Von 2011 bis 2018 war er in der BBC-One-Serie Death in Paradise als Dwayne Myers zu sehen. In den beiden Folgen „Weihnachten unter Palmen“, die am zweiten Weihnachtsfeiertag 2021 zum ersten Mal ausgestrahlt wurden, war er als Gastermittler aktiv. In der 13. Staffel der Serie ist er ab der 6. Folge wieder als Hauptdarsteller zu sehen.

### Familie
Danny John-Jules hat einen Neffen namens Alexander John-Jules, der ebenfalls Schauspieler ist und schon an der Seite seines Onkels in Red Dwarf aufgetreten ist.

## Filmografie (Auswahl)
- 1975: Seven Green Bottles
- 1979: Scum
- 1986: Die Reise ins Labyrinth (Labyrinth)
- 1986: Der kleine Horrorladen (Little Shop of Horrors)
- 1988–1999, 2009, 2012, 2016–2017, 2020: Red Dwarf
- 1989–1994: Maid Marian and Her Merry Men (Fernsehserie, 22 Folgen)
- 1995: The Tomorrow People (Fernsehserie, fünf Folgen)
- 1998: Bube, Dame, König, grAS (Lock, Stock & Two Smoking Barrels)
- 2002: The Story Makers
- 2002: Blade II
- 2003: The Crouches (Fernsehserie, vier Folgen)
- 2004: Casualty (Fernsehserie, zwei Folgen)
- 2006: Doctors (Fernsehserie, eine Folge)
- 2007–2008: M.I. High (Fernsehserie, 23 Folgen)
- 2008: The Grint
- 2008: Chop Socky Chooks (Fernsehserie, 17 Folgen)
- 2010: Whistleblower – In gefährlicher Mission (The Whistleblower)
- 2011–2025: Death in Paradise (Fernsehserie, 60 Folgen)
- 2021: Creation Stories